# Walter Burley
Walter Burley (1275 – 1345) è stato un filosofo e logico inglese.

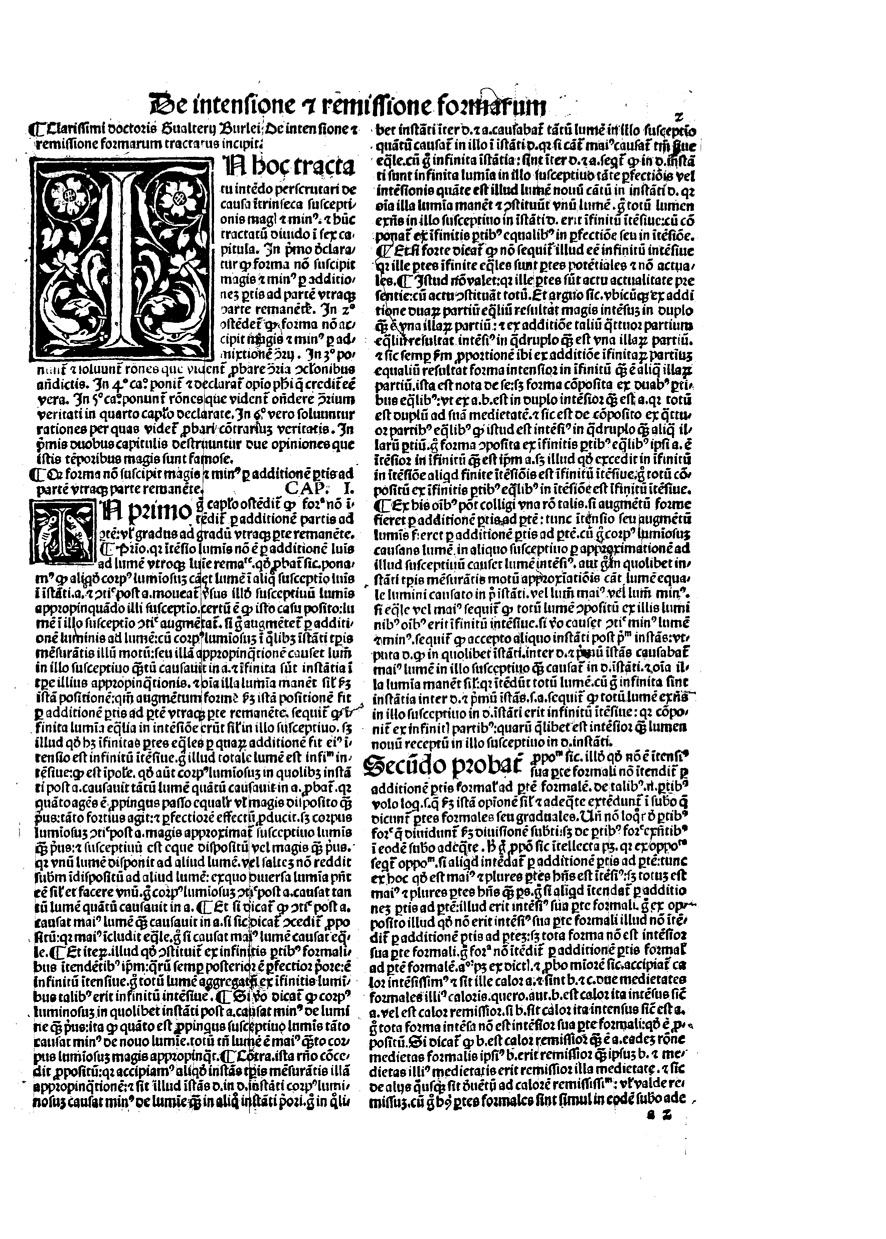
De intensione et remissione formarum, 1496

Scolastico, fu fellow del Merton College di Oxford fino al 1310 e poi alla Sorbona fino al 1324, infine visse come religioso fra Avignone e l'Inghilterra. Si oppose a Guglielmo di Occam su alcune questioni di filosofia naturale.

## Biografia
Walter Burley nacque nel 1274 o 1275 probabilmente a Burley-in-Wharfedale, nello Yorkshire, o a Burley vicino a Leeds. Compiuti gli studi a Parigi e forse anche in Germania, insegnò a Oxford. Nel 1327 e di nuovo nel 1330 fu inviato in missione a Roma. Fu scrittore assai fecondo e su Aristotele soltanto scrisse 130 trattati. Lasciò inoltre: Expositio super Averroem; De fluxu et refluxu Maris Anglicani; De vita et moribus Philosophorum (Colonia 1472; Tubinga 1886), contenente vite aneddotiche di circa 120 poeti e filosofi dell'antichità; questo fu il primo tentativo moderno di storia della filosofia, e nonostante i molti errori conseguì grande fama e fu tradotto in italiano nel 1475 (Ms. Brit. Mus. Add. 17523), e in tedesco nel 1490. Negli ultimi anni pare fosse nemico accanito di Duns Scoto, già suo maestro, ma fu pure antagonista di Guglielmo di Occam. Nei suoi scritti sembra oscillare tra nominalismo e realismo, forse per sopravvenuto cambiamento di opinione. Ernest Renan lo considera averroista, notando in lui la tendenza a sostituire Aristotele con lo scrittore arabo (si osservi che non conosceva il greco).
Walter Burley morì probabilmente nel 1345.

## Opere
- (LA) Walter Burley, De intensione et remissione formarum, Venetijs, Ottaviano Scoto, 1496. URL consultato il 18 giugno 2015.
- Walter Burley, Commentarium in Aristotelis De Anima L.III. Riproduzione di 4 manoscritti in paleografia latina. Edizione critica a cura di Mario Tonelotto.
- Walter Burley, De puritate artis logicae tractatus longior, Toronto St. Bonaventure, N. Y., The Franciscan Institute, 1955. Edizione critica a cura d iP. Boehner.
- Walter Burley, Super artem veterem, Frankfurt, Minerva, 1967.  Ristampa anastatica dell'edizione Venedig del 1497.
- Walter Burley, Quaestiones super librum Posteriorum, Toronto, Pontifical Institute of Mediaeval Studies, 2000.
- (Pseudo)-Burley, De vita et moribus philosophorum, Spira, Johann e Conrad Hist, 1487. Versione digitalizzata Università degli studi di Firenze. Impronte digitali. URL consultato il 7 luglio 2017.